# FLAGS
Artykuł opisuje rejestr stanu w architekturze x86. Ogólne informacje można znaleźć w artykule: rejestr stanu.
FLAGS – rejestr procesorów zgodnych z architekturą x86 zaprojektowaną przez Intela w latach 70. XX wieku i modernizowaną do tej pory, na której opiera się zdecydowana większość współczesnych komputerów osobistych.
Nazwa FLAGS dotyczy zwykle 16-bitowego rejestru stanu procesorów do 80286 włącznie. W architekturze IA-32 (od 80386 do najnowszych 32-bitowych procesorów firmy Intel) rejestr ten jest 32-bitowy i nosi nazwę EFLAGS. W procesorach o architekturze 64-bitowej, zgodnej z x86 (x86-64, EM64T) rejestr stanu ma długość 64 bitów, przy czym opisuje się go symbolem RFLAGS.
Poszczególne rodzaje rejestrów są ze sobą zgodne: młodsza część 32-bitowego rejestru EFLAGS jest tożsama z 16-bitowym rejestrem FLAGS, z kolei młodsze 32 bity rejestru RFLAGS są tożsame z rejestrem EFLAGS.
| Nr bitu | Skrót | Opis                                                                  | Kategoria |
| FLAGS   | FLAGS | FLAGS                                                                 | FLAGS     |
| ------- | ----- | --------------------------------------------------------------------- | --------- |
| 0       | CF    | flaga przeniesienia (carry flag)                                      | S         |
| 1       | 1     | zarezerwowane                                                         |           |
| 2       | PF    | flaga parzystości (parity flag)                                       | S         |
| 3       | 0     | zarezerwowane                                                         |           |
| 4       | AF    | flaga wyrównania (adjust flag)                                        | S         |
| 5       | 0     | zarezerwowane                                                         |           |
| 6       | ZF    | flaga zera (zero flag)                                                | S         |
| 7       | SF    | flaga znaku (sign flag)                                               | S         |
| 8       | TF    | flaga pracy krokowej (trap flag / single step flag)                   | X         |
| 9       | IF    | flaga przerwań (interrupt enable flag)                                | X         |
| 10      | DF    | flaga kierunku (direction flag)                                       | C         |
| 11      | OF    | flaga przepełnienia (overflow flag)                                   | S         |
| 12, 13  | IOPL  | poziom uprzywilejowania we/wy (I/O privilege level, 286+)             | X         |
| 14      | NT    | flaga zadania zagnieżdżonego (nested task flag; 286+)                 | X         |
| 15      | 0     | zarezerwowane                                                         |           |
| EFLAGS  |       |                                                                       |           |
| 16      | RF    | flaga wznowienia (resume flag, 386+)                                  | X         |
| 17      | VM    | flaga trybu wirtualnego 8086 (virtual 8086 mode flag; 386+)           | X         |
| 18      | AC    | sprawdzenie wyrównania (alignment check; 486SX+)                      | X         |
| 19      | VIF   | flaga przerwania wirtualnego (virtual interrupt flag; Pentium+)       | X         |
| 20      | VIP   | oczekujące przerwanie wirtualne (virtual interrupt pending; Pentium+) | X         |
| 21      | ID    | identyfikacja (identification; Pentium+)                              | X         |
| 22      | 0     | zarezerwowane                                                         |           |
| 23      | 0     | zarezerwowane                                                         |           |
| 24      | 0     | zarezerwowane                                                         |           |
| 25      | 0     | zarezerwowane                                                         |           |
| 26      | 0     | zarezerwowane                                                         |           |
| 27      | 0     | zarezerwowane                                                         |           |
| 28      | 0     | zarezerwowane                                                         |           |
| 29      | 0     | zarezerwowane                                                         |           |
| 30      | 0     | zarezerwowane                                                         |           |
| 31      | 0     | zarezerwowane                                                         |           |
| RFLAGS  |       |                                                                       |           |
| 32-63   | 0     | zarezerwowane                                                         |           |

## Przykłady
Niżej przedstawiono przykład ustawiania flagi DF (flaga kierunku), czyli jej zmiany z 0 na 1.
```
  
mov
 
bx
,
 
400
h
  
; ustawienie flagi DF

pushf
           
; położenie bieżącej zawartości flag na stos

  
pop
 
ax
        
; zdjęcie flag ze stosu do rejestru ax

 
push
 
ax
        
; położenie ich z powrotem na stos celem ich zachowania

  
xor
 
ax
,
 
bx
    
; przełączenie flagi DF z zachowaniem stanu reszty flag

 
push
 
ax
        
; położenie na stosie nowej zawartości

 
popf
           
; zdjęcie wartości ze stosu i ustawienie według niej rejestru FLAGS

; … kod …

 
popf
           
; przywrócenie starej zawartości FLAGS

```

W zastosowaniach praktycznych do ustawienia i czyszczenia flagi kierunku korzysta się odpowiednio z mnemoników std i cld.